# ちぐまや本舗
『ちぐまや本舗』（ちぐまやほんぽ）は、2002年4月から2005年3月までテレビ山口で毎週土曜日 9:25 - 10:20に放送されていた情報番組である。
同じく土曜朝の時間帯に放送されていた『朝からヨイショ!』の流れを継ぎ、バラエティ色は『（かっぱちTV）サタスパ!』の流れを継いでいた。ただし、『ニュースな関係 よこチャンネル』のような硬派な部分は取り払われていた。

## 概要
司会は、当時TYSのアナウンサーだった伊賀透浩（現・mrt宮崎放送アナウンス部長。番組内では「若旦那」と呼ばれていた）。番組スタート時のリポーターは、共に当時TYSのアナウンサーだった鶴原庸子と橋本昌子で、この2人は過去に『生活空間Do!』の司会を務めていた者同士だった。その後、2003年4月の番組リニューアルで萬治香月と山崎道子と沖永優子の3人に交代。2004年夏ごろに沖永が一旦テレビとラジオへの出演を休止したため、当時TYSのアナウンサーだった土肥ゆきよに交代した。沖永は後に番組に復帰し、その後も後継番組の『週末ちぐまや家族』に出演している。
主なコーナーに、山口県内の様々なグルメスポットを紹介する「料理屋本舗」、視聴者からの疑問を解決する「今週の番頭はん」などがあった。また、年に数回「料理屋本舗」の総集編を木曜 18:54 - 19:54、日曜 13:00 - 14:00に放送することもあった（この場合、『スパスパ人間学!』は休止、『トリビアの泉 〜素晴らしきムダ知識〜』は繰り下げか休止）。
番組スタートからしばらくの間は、元山口放送アナウンサーで『ふるさとCM大賞』の司会を務めていた吉田治美と前述の伊賀が司会を務めており（番組内では「女将」と呼ばれていた）、番組名も『吉田治美のちぐまや本舗』（よしだはるみのちぐまやほんぽ）だった。吉田はKRYではほぼラジオ番組のみの出演で、テレビに顔を出すことはあまり無かった。だが、彼女の持ち味であるものまねや楽しいトークで盛り上げていき、それが番組の人気に繋がっていた。しかし、2003年9月から番組を休むようになり、結局、彼女が当番組に復帰することなく、同年11月1日に乳がんで死去。11月8日には追悼企画を放送し、視聴者から沢山のメールやFAXが寄せられた。番組には生前関わりが深かった演歌歌手の噂の京太郎、元KRYアナウンサーの岡本修二が出演した。あまりにも突然の吉田の死去に、出演者の殆どがこみ上げる涙を抑えることができなかった。
なお、『ちぐまや』は、『やまぐち』を逆さ読みにしたもので、いわば、県内の様々なことをひっくり返し、これまで何気なくやり過ごしていた「情報」をさらに掘り下げ納得させ、孫から熟年までをターゲットに三世代の意見をフィードバックしながら多世代型のトークショーを展開することを標榜。

## 主なコーナー
- なんでも情報蔵 - 県内のイベントや様々な場所からの実体験リポートを放送する。担当は山崎道子。
- 料理屋本舗 - 県内の美味しい食事処を萬治香月がリポート。
- 今週の番頭はん - 視聴者からの疑問を伊賀透浩が解決する。
- きょうののれん分け - 土肥ゆきよが県内からの生中継でリポート。

## 再放送
本放送と同日の25:40 - 26:35 （日曜 1:40 - 2:35）に番組の再放送を行っていた。後継番組の『週末ちぐまや家族』も同じ時間帯に再放送を実施している。
2004年10月頃から2005年3月頃までは、木曜 15:00 - 15:55にも再放送を行っていた。